# Bobsleeën op de Olympische Winterspelen 1948
Bobsleeën is een van de sporten die beoefend werden tijdens de Olympische Winterspelen 1948 in St. Moritz.

## Heren

### 2-mansbob
| rang   | sporter(s)                        | land     | tijd    |
| ------ | --------------------------------- | -------- | ------- |
| Goud   | Felix Endrich Friedrich Waller    | SUI - II | 5:29.20 |
| Zilver | Fritz Feierabend Paul Eberhard    | SUI - I  | 5:30.40 |
| Brons  | Frederick Fortune Schulyer Carron | USA - II | 5:35.30 |
| 4      | Max Houben Jacques Mouvet         | BEL - I  | 5:37.50 |
| 5      | William Coles Raymond Collings    | GBR - I  | 5:37.90 |
| 6      | Mario Vitali Dario Poggi          | ITA - II | 5:38.00 |
| 7      | Arne Holst Ivar Johansen          | NOR - II | 5:38.20 |
| 8      | Nino Bibbia Edilberto Campadese   | ITA - I  | 5:38.60 |
|        |                                   |          |         |
| 10     | Marcel Leclef Louis-Georges Niels | BEL - II | 5:39.80 |

### 4-mansbob
| rang   | sporter(s)                                                          | land     | tijd    |
| ------ | ------------------------------------------------------------------- | -------- | ------- |
| Goud   | Francis Tyler Patrick Henry Martin Edward Rimkus William D'Amico    | USA - I  | 5:20.10 |
| Zilver | Max Houben Alfred Mansfeld Louis-Georges Niels Jacques Mouvet       | BEL - I  | 5:21.30 |
| Brons  | James Bickford Thomas Hicks Donald Dupree William Dupree            | USA - I  | 5:21.50 |
| 4      | Fritz Feierabend Friedrich Waller Felix Endrich Heinrich Angst      | SUI - I  | 5:22.10 |
| 5      | Arne Holst Ivar Johansen Reidar Berg Alf Large                      | NOR - I  | 5:22.50 |
| 6      | Nino Bibbia Giancarlo Ronchetti Edilberto Campadese Luigi Cavalieri | ITA - I  | 5:23.00 |
| 7      | William Coles William McLean Raymond Collings George Holiday        | GBR - I  | 5:23.90 |
| 8      | Franz Kapus Rolf Spring Bernhard Schilter Paul Eberhard             | SUI - II | 5:25.40 |

## Medaillespiegel
| rang | land             | goud | zilver | brons | totaal |
| ---- | ---------------- | ---- | ------ | ----- | ------ |
| 1    | Zwitserland      | 1    | 1      | 0     | 2      |
| 2    | Verenigde Staten | 1    | 0      | 2     | 3      |
| 3    | België           | 0    | 1      | 0     | 1      |
|      |                  | 2    | 2      | 2     | 6      |